# Alfonso al XII-lea al Spaniei
Alfonso al XII-lea al Spaniei (n. 28 noiembrie 1857, Madrid, Noua Castilie⁠(d), Spania – d. 25 noiembrie 1885, Madrid, Noua Castilie⁠(d), Spania) a fost rege al Spaniei, domnind din 1875 până în 1885, după ce o lovitură de stat a restaurat monarhia, punând capăt efemerei prime republici spaniole.

## Biografie
Alfonso a fost fiul Elisabetei a II-a a Spaniei. Nu se cunoaște exact tatăl lui biologic, dar cel legal a fost vărul mamei sale, (presupusul homosexual) Francisc de Assisi de Burbon, Rege Consort al Spaniei pe timpul nașterii lui Alfonso. Unele teorii sugerează că tatăl biologic al lui Alfonso ar fi fost Enrique Puig y Moltó, căpitan al Gărzii Regale, sau generalul Francisco Serrano.
Când regina Elisabeta și soțul ei s-au văzut obligați să părăsească Spania, datorită Revoluției din 1868, Alfonso a mers cu ei la Paris. De acolo, a fost trimis la Academia Tereziană, în Viena, pentru a-și continua studiile. Pe 25 iunie 1870 a fost rechemat la Paris, unde mama lui a abdicat în favoarea sa, în prezența unor nobili care sprijineau cauza reginei exilate. Și-a luat titlul de Alfonso al XII-lea, pentru că deși nici un rege al Spaniei unite nu a purtat titlul de Alfonso al XI-lea, monarhia spaniolă era considerată o continuatoare a monarhiilor mai vechi reprezentate de cei unsprezece regi ai Castiliei și Leonului, numiți tot Alfonso.
La scurt timp după, Alfonso a intrat la Academia Militară Regală Sandhurst, în Regatul Unit, pentru a-și continua studiile militare. Pe când era acolo, a emis, pe 1 decembrie 1874, ca răspuns pentru o urare primită de la susținătorii săi, un manifest care îl proclama singurul reprezentativ al monarhiei spaniole. La sfârșitul acelui an, pe când mareșalul Serrano a plecat din Madrid pentru a conduce armata nordică în Războiul Carlist, brigadierul Martinez Campos, care de ceva timp luptase mai mult sau mai puțin deschis pentru rege, a condus niște batalioane ale armatei centrale la Sagunto, convingând trupele trimise împotriva lui să i se alăture, și a intrat în Valencia în numele regelui. Președintele consiliului a demisionat atunci, și puterea i-a fost transferată plenipotențiarului și sfătuitorului regelui, Canovas del Castillo. În câteva zile, regele a ajuns la Madrid, trecând prin Barcelona și Valencia, fiind aclamat peste tot (1875). În 1876, o campanie viguroasă împotriva carliștilor, la care a participat tânărul rege, a avut ca rezultat înfrângerea lui Carlos, Duce de Madrid, și renunțarea lui la luptă. 
Pe 23 ianuarie 1878 Alfonso s-a căsătorit cu verișoara lui, prințesa Mercedes de Orléans, fiica lui Antoine, Duce de Montpensier, dar ea a murit la șase luni de la căsătorie. Spre sfârșitul aceluiași an, un tânăr muncitor din Tarragona, Juan Oliva Moncasi, a tras asupra regelui în Madrid.   

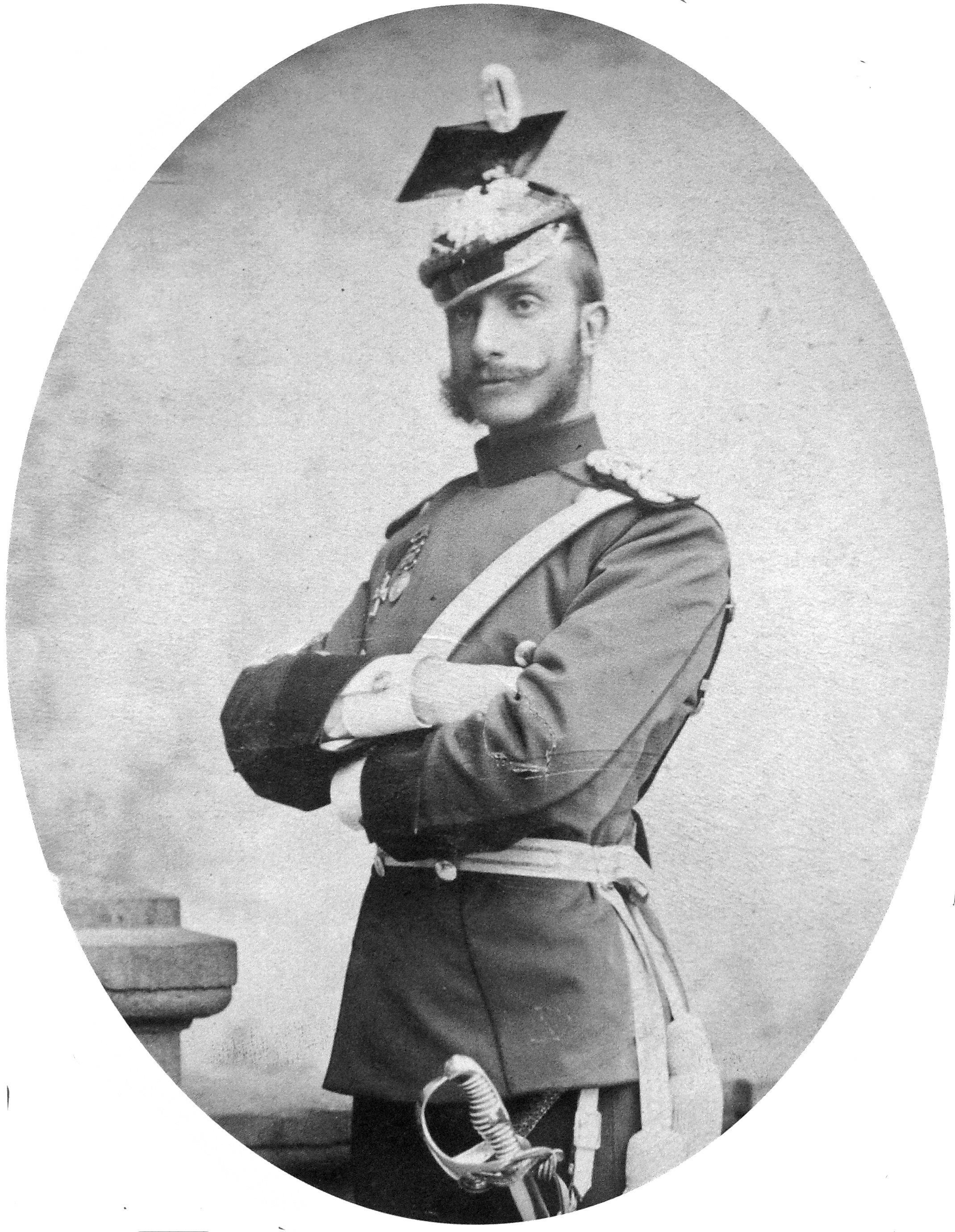
Alfonso al XII-lea

Pe 29 noiembrie 1879, Alfonso s-a căsătorit cu o rudă mult mai îndepărtată, arhiducesa Maria Cristina de Austria, fiica Arhiducelui Carl Ferdinand de Austria, cu soția acestuia Arhiducesa Elisabeta de Austria. În timpul lunii lor de miere, un cofetar numit Otero a tras asupra tânărului cuplu, pe când aceștia treceau prin Madrid.
În 1881, regele a refuzat să sancționeze o lege prin care miniștrii ar fi fost numiți pentru un mandat fix de optsprezece luni. În urma demisiei lui Canovas del Castillo, l-a chemat pe Práxedes Mateo Sagasta, liderul liberal, să formeze un nou cabinet.
În noiembrie 1885, Alfonso a murit, înainte să împlinească 28 de ani, din cauza tuberculozei.
Urcând pe tron de foarte tânăr, Alfonso nu avusese ocazia unei ucenicii în arta guvernării, dar poseda un tact înnăscut și o judecată sănătoasă, coaptă de încercările exilului. De dispoziție benevolentă și empatică, a câștigat simpatia poporului său prin vizitele în districtele afectate de holeră, sau devastate de cutremurul din 1885. Abilitatea lui în relațiile cu diferite persoane era remarcabilă, și nu s-a lăsat niciodată folosit de vreun partid politic. În timpul domniei sale relativ scurte, s-a instaurat pacea atât în țară cât și în afara ei, finanțele au fost regulate mai bine, iar diversele servicii administrative au fost organizate de o manieră care a permis Spaniei să treacă peste războiul dezastruos cu Statele Unite fără amenințarea unei revoluții.

## Moartea și impactul
În noiembrie 1885, Alfonso a murit, cu trei zile înainte de a împlini vârsta de 28 de ani, la Palatul Regal din El Pardo, lângă Madrid. El a suferit de tuberculoză, dar cauza imediată a morții sale a fost o reapariție a dizenteriei .
În 1902, văduva sa Maria Cristina a inițiat un concurs național pentru a construi un monument în memoria lui Alfonso. Designul câștigător, de José Grases Riera, a fost ridicat într-un lac artificial în Parcul del Buen Retiro din Madrid în 1922.
Benevolent și simpatizant în dispoziție, el a câștigat afecțiunea poporului său prin vizitarea neînfricată a distrugerilor distruse de holeră sau devastate de cutremur în 1885. Capacitatea lui de a avea grijă de oameni a fost considerabilă și nu s-a lăsat niciodată instrumentul unui partid. În timpul domniei sale scurte, pacea a fost stabilită atât acasă, cât și în străinătate, finanțele au fost bine reglementate, iar diferitele servicii administrative au fost puse pe o bază care, ulterior a permis Spaniei să treacă prin războiul dezastruos cu Statele Unite fără amenințarea unei revoluții.